# Maigret und die Bohnenstange
Maigret und die Bohnenstange ist ein Kriminalroman des belgischen Schriftstellers Georges Simenon, der 1951 unter dem Originaltitel Maigret et la Grande Perche erschien. Er ist der 38. Roman einer Reihe von insgesamt 75 Romanen und 28 Erzählungen um den Kriminalkommissar Maigret. Der Roman entstand vom 1. bis 8. Mai 1951 auf der Shadow Rock Farm in Lakeville, Connecticut, und wurde nach einer 12-teiligen Vorabveröffentlichung im Kulturteil der Zeitschrift Les Nouvelles littéraires, n° 1'258-1'269 vom 11. Oktober bis zum 27. Dezember 1951 noch im gleichen Jahr vom Verlag Presses de la Cité veröffentlicht.
Die erste deutsche Übersetzung erschien 1956 bei KiWi durch Ernst Sander, auf der auch die beiden deutschsprachigen Hörspieladaptionen von 1959 und 1961 basierten. Guy Montag schuf 1990 für den Diogenes Verlag eine Neuübersetzung.
In dem Kriminalroman löst Titelheld Jules Maigret dank der Hilfe einer ehemaligen Prostituierten, die den Spitznamen „die Bohnenstange“ trägt, den Mord an der Ehefrau eines Zahnarztes, wobei zu Anfang noch nicht einmal eine Leiche vorhanden ist.

## Inhalt

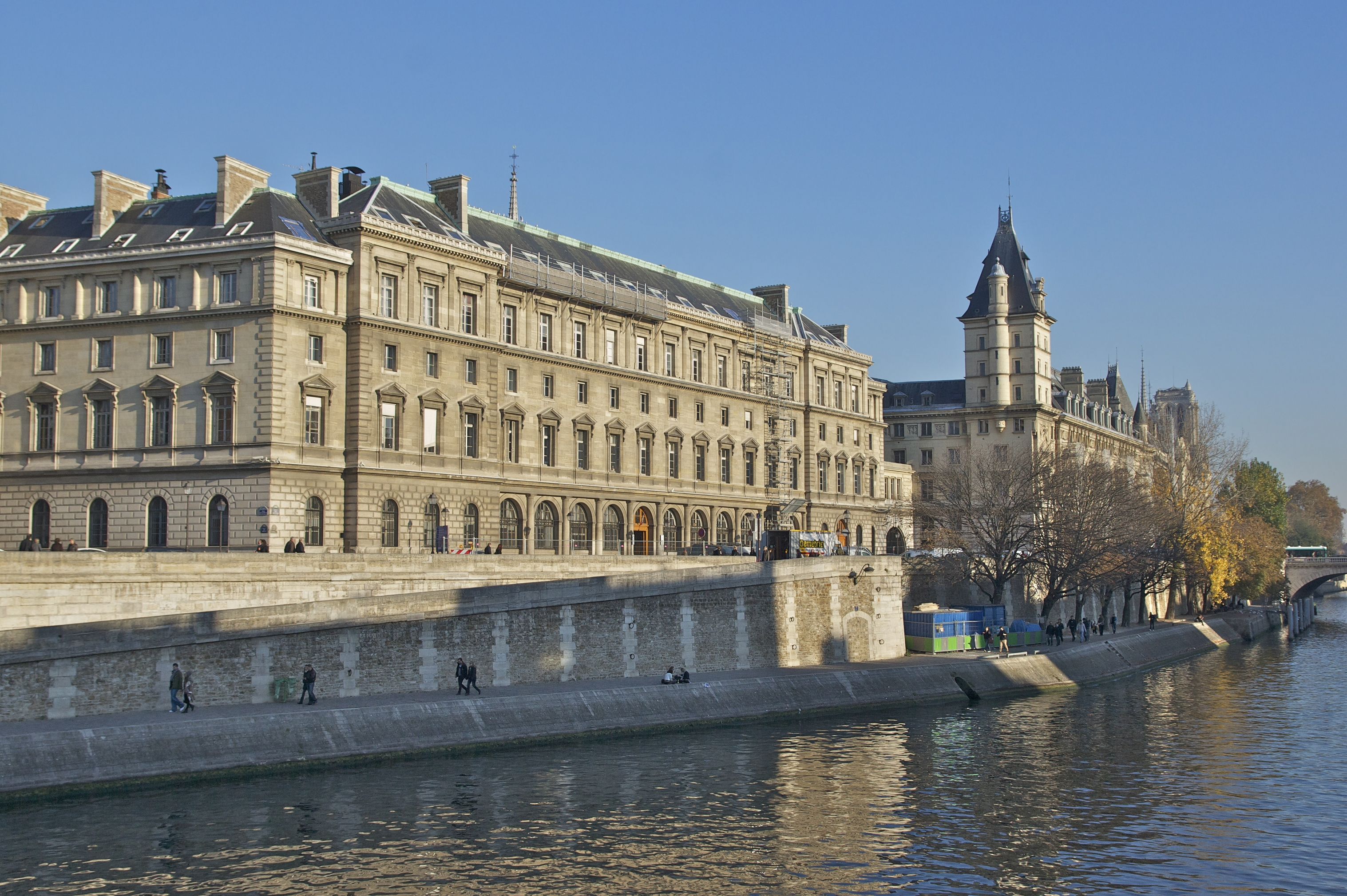
Quai des Orfèvres, von der Seine aus gesehen

Der Roman spielt in den Sommermonaten Anfang der 1950er Jahre in Paris beziehungsweise dessen Vorstadt Neuilly. An einem hochsommerlichen Donnerstag, als Maigret und seine Kollegen im Quai des Orfèvres bereits vormittags unter der Hitze leiden, erhält der Kommissar unerwarteten Besuch.
Ernestine Jussiaume, aufgrund ihres Körperwuchses die „Bohnenstange“ genannt, ein ehemaliges „leichtes Mädchen“, bittet den Kommissar um Hilfe, da sie ihn als intelligenten und vertrauenswürdigen Ordnungshüter kennengelernt hat. Dieser hatte sie zehn Jahre zuvor kurzerhand in der Rue de Lune nackt von seinen Vollzugsbeamten in ein Tischtuch wickeln lassen, weil sie sich weigerte, zwecks einer Vernehmung in einem Eigentumsdelikt im Hauptquartier zu erscheinen und sich daher nicht bekleiden wollte. Wie sich Maigret resolut aus der Situation gezogen hatte, brachte ihm wohl den Respekt der Frau ein. Ernestine macht sich große Sorgen um ihren Ehemann Alfred, „den Trauerkloß“.
Der einstige Angestellte einer Tresorfirma „arbeitet“ bereits seit einigen Jahren auf der „Gegenseite“ auf eigene Rechnung, indem er nun sein Wissen und seine Fertigkeiten nutzt, um die Geldschränke seines früheren Arbeitgebers zu plündern, insbesondere jene, die er vor Jahren selbst eingebaut hat. Als er eines Nachts im Arbeitszimmer dabei ist, den Tresor des Zahnarztes Guilleaume Serre in Neuilly zu knacken, fällt das Licht seiner Taschenlampe auf das Gesicht eines weiblichen Leichnams. Panisch flieht er mit dem Zug außer Landes, um nicht mit dem Mord in Verbindung gebracht zu werden. Ernestine beichtet er nur kurz per Telefon kurz vor seiner Abreise vom Gare du Nord per Telefon von dem Erlebten. Da dem Kommissar weder eine Vermisstenmeldung noch ein Mordfall gemeldet wurde, muss Maigret den Hinweis anzweifeln. Darüber hinaus ging auch keine Einbruchsmeldung ein, obwohl der „Trauerkloß“ mit dem Glasschneider ein Fenster geöffnet hatte. Somit macht Maigret sich selbst auf den Weg zum Haus Serres, um sich ein Bild von dem womöglichen Fall zu machen und zunächst nur den Einbruch zu verfolgen.
In Neuilly wird er in der Rue de la Ferme von der Mutter des Hausherrn, einer alten Dame von 75 Jahren, förmlich und katzenfreundlich empfangen, die bestimmt verneint, dass bei ihnen eingebrochen wurde. Das Fenster wäre bereits bei einem Unwetter eine Woche zuvor zerbrochen, daraufhin jedoch von ihrem Sohn selbst, der alles Mögliche im Haus eigenständig repariert, wiederhergestellt worden. Serre selbst ist schroff und abweisend bis zur Unhöflichkeit. Als Maigret erfährt, dass dessen Frau an diesem Wochenende ihren Mann für immer verlassen wollte, schöpft der Ermittler allmählich Verdacht, dass mehr an der Geschichte Ernestines sein könnte. Doch sowohl Mutter als auch Sohn Serre betonen, dass die Trennung in beiderseitigem Einverständnis stattgefunden habe – man habe sogar noch zusammen zu Abend gegessen, bevor Monsieur Serre seine Frau mit seinem Wagen zum Bahnhof gefahren habe.
Vom Hausmädchen der Familie, Eugénie, erfährt Maigret nun die entscheidenden nächsten Hinweise: Die Ehe zwischen der gebürtigen Niederländerin Marie von Aerts und Guillaume Serre war wegen dessen Gefühlskälte und der unverhüllten Eifersucht der Schwiegermutter unglücklich; Serres erste Ehefrau starb bereits in jungen Jahren an einem Herzinfarkt, er selbst und auch Marie sind herzkrank, sein eigener Vater starb ebenfalls am Infarkt, als Guillaume im Teenageralter war. In beiden Fällen erbte er eine nicht unbeträchtliche Summe. Da auch weitere Befragungen der Hausbewohner und eine Hausdurchsuchung keine weiteren Indizien für einen Mord erbringen, lässt Maigret das Haus observieren und das in der Garage stehende Automobil der Serres heimlich von einem Spurentechniker untersuchen: Doch außer auffälligen Kratzern von einem schweren Gepäckstück ist nichts Auffälliges zu finden. Dank einer Aussage einer aufmerksamen Nachbarin kann Maigret belegen, dass Monsieur Serre seinen Wagen doch des Nachts erneut bewegt hat. Aber auch weiterhin sind dem Kommissar die Hände gebunden. Erst der Briefwechsel mit Maries engster Freundin in Amsterdam, Gertrude Coostine, und deren weiteren Aussagen helfen ihm in doppelter Hinsicht. Diese berichtet ihm neben vielen Details davon, dass Marie im Besitz einer kleinen Pistole gewesen sei, von der sie bei einem weiteren Schwächeanfall Gebrauch machen werde, da sie fürchte, von ihrer Schwiegermutter vergiftet zu werden. Als Marie dies ihrer Madame Serre senior drohte, habe diese über ihren Sohn darauf bestanden, dass die Kugeln aus der Waffe entfernt werden müssen. Allerdings habe Marie Reservemunition besessen, mit der sie die Waffe unverzüglich nachgeladen habe.

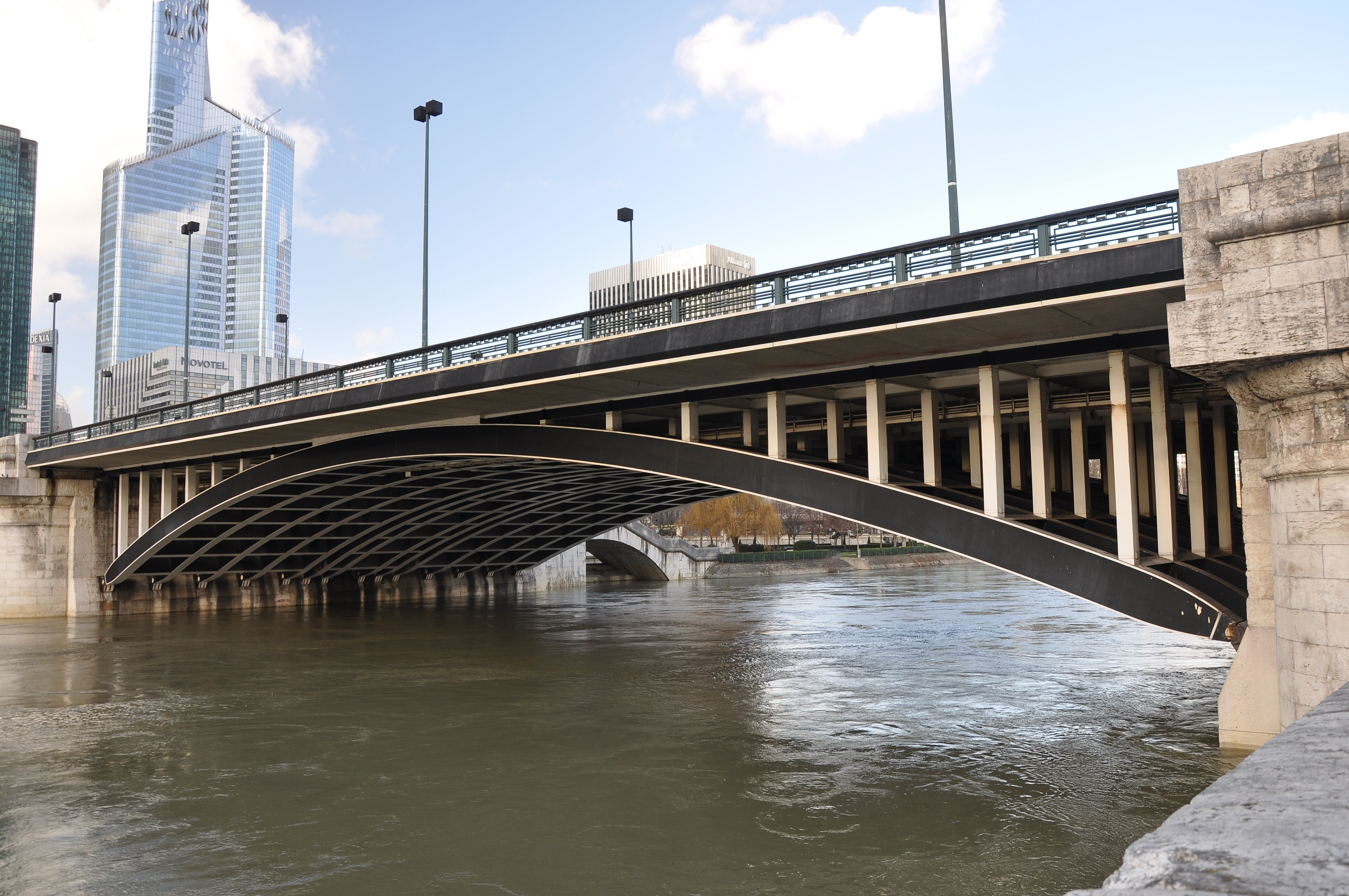
Die Pont de Neuilly in der Nähe der Rue de la Ferme

Als Maigret bei dem in der Nähe befindlichen Haushaltswarenhändler kontrolliert, ob Serre, der dort aufgrund seiner zahlreichen „Do-it-yourself“-Arbeiten ein Konto hat, auch die Materialien am fraglichen Tag erworben hatte, stellt er fest, dass Serre wenig später erneut das Fenster repariert haben musste. Damit konfrontiert, knickt Serre beim Verhör im Hauptquartier ein und behauptet zunächst, dass es sich um Devisenschmuggel und Steuerhinterziehung gehandelt habe. Da der Kommissar parallel dazu Madame Serre senior verhört und mittels einer im Zeugenzimmer platzierten Ernestine indirekt Druck ausübt, will Monsieur Serre die Schuld für den Tod Maries auf sich nehmen, aber Maigret provoziert seine Mutter, die aus Habgier sowohl ihren eigenen Mann als auch ihre Schwiegertöchter umgebracht hat, um vordergründig weiterhin die erste und einzige Frau in Guillaumes Leben bleiben zu können. Da Marie ihre Waffe zur Selbstverteidigung zog und Monsieur sie zum Schutz seiner Mutter erschoss, hatten die Serres es jedoch diesmal mit einer Leiche zu tun, die man nicht als natürlichen Todesfall ausgeben konnte. Somit versenkte man ihre Leiche innerhalb des Koffers in der nahegelegenen Seine. Madame Serre senior hatte jedoch – wie Maigret abschließend darlegte – unter dem Druck sogar erwogen, ihrem eigenen Sohn in einer Verhörpause eine falsche Dosis eines Herzmedikaments zu verabreichen, um sich selbst in Sicherheit zu bringen. Ihr eigentliches Tatmotiv war somit nicht Mutterliebe, sondern Habgier.
Durch die Aufklärung des Mordes kann der „Trauerkloß“ nun wieder zurück nach Paris kommen. Er muss dank Maigret keine weitere Strafverfolgung in diesem Fall fürchten, auch wenn seine Ernestine daran zweifelt, dass er irgendwann seinen Traum vom goldenen Einbruch aufgeben wird.

## Hintergrund
Neuilly ist ein Stadtteil von Paris, in der die Rue de la Ferme parallel zum Boulevard Richard-Wallace verläuft. Zwischen 1936 und 1938 hatte der Schriftsteller Simenon ein Apartment am Boulevard Richard-Wallace gemietet, sodass ihm die Umgebung geläufig war. Auch in Maigret und sein Revolver (1952) spielt dieser Boulevard eine Rolle, da dort Maigret in einem Apartment eine Hausdurchsuchung durchführen lässt.
Die Figur der hinter ihrer liebenswürdigen bis eleganten Fassade habgierigen alten Frau in Person der Madame Serre erinnert an Simenons Valentine Besson in Maigret und die alte Dame (1950).
Die Geschichte beginnt mit der Beschreibung des Flugs einer Wespe durch Maigret. Diese ist durch das geöffnete Zimmer seines Büros hereingeflogen. In Maigrets Jugendfreund (1968) verfolgt der Kommissar ebenso zu Beginn mit vergleichbarer Hingabe und Konzentration den Flug einer Fliege. Ernestines einführende Geschichte über deren Freundin Lulu und den Diebstahl findet ein Echo in Maigret und die schrecklichen Kinder (1954), wo die Figur der Thérèse eine ähnliche Geschichte zu berichten hat. Alfred, der „lautlose Dieb“ („Il n'y en a pas un comme Alfred à Paris pour pénétrer sans bruit dans une maison habitée et pour y travailler sans seulement éveiller le chat.“) zeichnet die Figuren des Grégoire Brau aus Maigret und die widerspenstigen Zeugen (1958) und die des Honoré Cuendet in Maigret und der faule Dieb (1961) vor. Eugénie gehört zu jener langen Reihe von Hausangestellten, die Maigret stets mit ihren Auskünften weiterhelfen können, wie beispielsweise die Figur der Désirée Brault in Hier irrt Maigret (1953) oder die der Madame Louise Bodin in Maigret und der Fall Nahour (1966).

## Rezension
Für den Rezensenten der deutschsprachigen Neuübersetzung, Tilman Spreckelsen, spielte „Kommissar Zufall“ eine überraschend große Rolle und der eigentliche Bösewicht der Geschichte entlarvt gleichermaßen seinen eigenen Standesdünkel, wie jenen des Kommissars: „Hätte einer der von Maigret Befragten im entscheidenden Moment nicht noch einmal im Kontorbuch geblättert, dann wäre die Sache anders ausgegangen, teilt uns Simenon ausdrücklich mit; und obwohl man weiß, dass die Aufklärung eines Verbrechens in diesem Kosmos beileibe nicht auch dessen Ahndung bedeutet, schon gar nicht dessen juristische Aufarbeitung, nimmt man diese Wendung doch mit einer gewissen Dankbarkeit hin. Dafür ist der Bösewicht dieses Buches einfach zu unangenehm, er ist am Ende jeder Würde, vor allem der angemaßten Würde, entkleidet, und dass Manieren mitunter das komplette Gegenteil von Takt bedeuten, zeigt sich hier sehr schön. Maigret sei ein Proletarier durch und durch, heißt es in einem früheren Fall, und hier ahnt man, warum er auch nach vielen Jahren des gesellschaftlichen Aufstiegs so unerschütterlich dabei bleibt“. Andere Besprechungen lobten die überraschende Auflösung und das Merkmal, dass hier weniger die Milieuschilderung als das „Whodunit“ im Vordergrund stehen würde.
Im Zusammenhang mit den Hörspieladaptionen wurde die immanente Ruhe der beschriebenen Fälle gelobt: „Das Reizvolle an Simenons Werken ist die Ruhe, die sie ausstrahlen. Simenon hat nie Action-Krimis geschrieben. Der Erzählstil gleicht einem langsam fließenden Fluss. Hier haben die handelnden Personen genug Zeit, sich vor den Augen des Lesers nachvollziehbar zu entwickeln.“

## Ausgaben
- Maigret et la Grande Perche. Presses de la Cité, Paris 1951
  - Maigret und die Bohnenstange. Deutsche Übersetzung von Ernst Sander, KiWi, Stuttgart 1956.
  - Maigret und die Bohnenstange. Deutsche Übersetzung von Guy Montag, Diogenes Verlag, Zürich 1991, ISBN 3-257-20808-1.

## Adaptionen
Film:

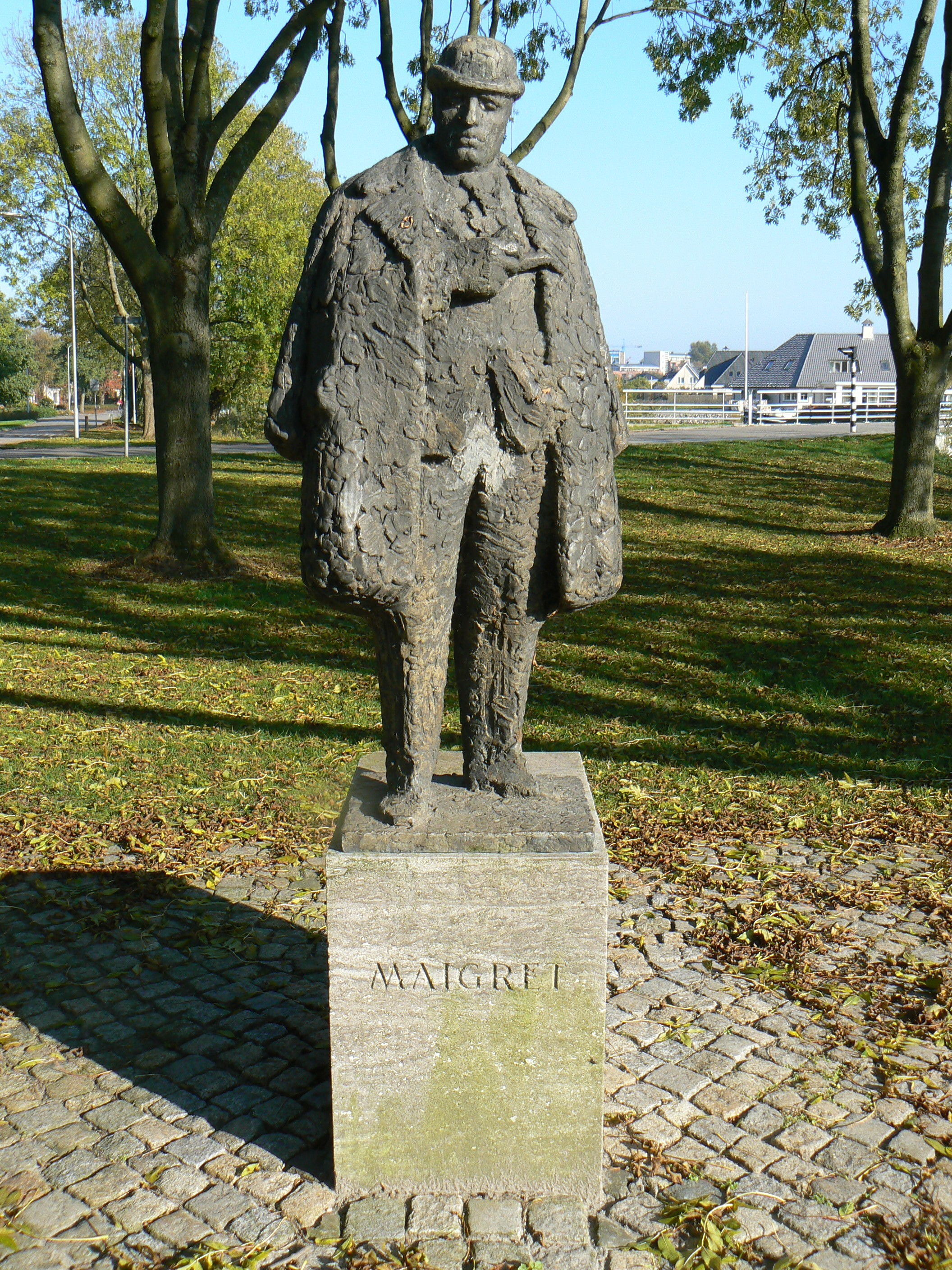
Maigret als Skulptur in Delfzijl

- 1960: The Burglar’s Wife, englische Fernsehproduktion, Regie: Julian Amyes mit Rupert Davies in der Rolle des Maigret.[12]
- 1974: Maigret et la Grande Perche, französische Fernsehproduktion, Regie: Claude Barma, mit Jean Richard in der Titelrolle.[13]
- 1991: Maigret et la Grande Perche, französisch-schweizerische TV-Produktion, Regie: Claude Goretta mit Bruno Cremer als Maigret, Michael Lonsdale als Monsieur Serre.[14]
- 1992: Maigret and the Burglar’s Wife, Granada, Regie: John Glenister, Michael Gambon als Maigret.[15]

Hörspiel:
- Maigret und die Bohnenstange. Regie: Gert Westphal. Produktion: SWF 1959.[16]
- Maigret und die Bohnenstange. Regie: Heinz-Günter Stamm. Produktion: BR 1961. Bearbeiter: Gert Westphal, Maigret: Paul Dahlke, Inspektor Janvier: Rolf Boysen, Ernestine Bohnenstange: Hanne Wieder, Alfred: Hans Clarin, Guilleaume Serre: Hanns Ernst Jäger, Madam Serre: Gertrud Spalke, 59 Minuten, Der Audio Verlag 2005.[17]